# Инаугурация Джеймса Полка
Инаугурация Джеймса Полка в качестве 11-го Президента США состоялась 4 марта 1845 года. Одновременно к присяге был приведён Джордж Даллас как 11-й вице-президент США. Президентскую присягу проводил Председатель Верховного суда США Роджер Брук Тони, а присягу вице-президента принимал временный президент Сената США Уилли Персон Мангум. 
Это была первая церемония инаугурации президента США, о которой сообщили по телеграфу и которая была показана на газетной иллюстрации. Иллюстрация инаугурации была опубликована в газете «The Illustrated London News».